# 柳川重規
柳川重規（やながわ しげき、1962年 - ）は、日本の法学者（刑事訴訟法）。法学修士。中央大学法学部教授。中央大学日本比較法研究所長。警察政策学会会長。

## 経歴[1]
- 1981年 秋田県立秋田高等学校卒業
- 1985年 中央大学法学部法律学科卒業
- 1988年 中央大学大学院法学研究科刑事法専攻博士前期修了
- 1992年 中央大学大学院法学研究科刑事法専攻博士後期満期退学
- 1997年 松山大学法学部専任講師
- 1997年 松山大学法学部助教授
- 2004年 中央大学法学部助教授
- 2006年 中央大学法学部教授
- 2017年 国家公安委員会犯罪被害給付専門委員
- 2020年 中央大学日本比較法研究所長[2]
- 2023年 警察政策学会会長[3]

## 研究
渥美東洋（中央大学名誉教授）・椎橋隆幸（中央大学名誉教授）門下。英米法判例を軸とした刑事訴訟法の研究を行っている。米国の刑事裁判制度の研究経験から、裁判員制度などにも詳しい。

## 著書
- 米国刑事判例の動向Ⅶ 中央大学出版
- 刑事訴訟法　基本判例解説　第2版　信山社
- 米国刑事判例の動向Ⅵ  中央大学出版
- プライマリー刑事訴訟法　第6版　不磨書房
- 椎橋隆幸先生古稀記念「新時代の刑事法学」上巻　信山社
- 刑事訴訟法判例百選　第10版【72 黙秘権の告知と自白】

## 論文
1. 2019/11/20単著　強制採尿のための留め置きに関する立法論　刑事法ジャーナル　成文堂
2. 2019/03/15単著　位置情報とプライヴァシー　法学新報　中央大学法学会
3. 2019/02/20単著　位置情報の取得　刑事法ジャーナル　成文堂
4. 2017/11  職務質問のための留め置き　法学教室　有斐閣
5. 2016/12  我が国における近時の刑事司法改革の動向　比較法雑誌　日本比較法研究所

ほか